# Varga Balázs (labdarúgó, 2003)
Varga György Balázs (Baja, 2003. október 23. –) magyar labdarúgó, a Budafok játékosa (kölcsönben az Újpesttől), középpályás.  

## Pályafutása

### Utánpótlásban
Bács-Kiskun vármegyében található Szeremlén nőtt fel, Baján focizott. 14 éves volt, amikor az Újpest utánpótlásába került. 2019-ben csatlakozott a Vasas akadémiájához, ám kevesebb mint 1 év múlva visszakerült a IV. kerületi gárdához.

### Újpest
2021. november 1-én mutatkozott be az Újpest felnőtt csapatában az MTK ellen. Pályafutása igazán a 2022/23-as idényben kezdődött, amikor többször is kezdő tizenegyben szerepelhetett. Első bajnoki gólját a Kecskeméti TE ellen szerezte, bár meg nem adott gólt kétszer is szerzett ez előtt, a Budapest Honvéd és a Kisvárda FC ellen, ezeket azonban les miatt érvénytelenítették. A szezon végén bekerült a szezon felfedezettjeinek álomtizenegyébe. A 2024/25-ös szezonra kölcsön került az NBII-es Szeged csapatához. Első mérkőzésén duplázott kék-feketében. A szezont 4 másodosztályú bajnoki góllal zárta. A következő szezonban a Budafok vette a kölcsön.

## Család
Testvére Varga Örs labdarúgó. Apja, Varga György volt kosárlabda játékos.